# 水原希子
水原希子（日语：／ Mizuhara Kiko，1990年10月15日—），本名奧黛麗·希子·丹尼爾（英語：Audrie Kiko Daniel），是一名在日本发展的美國女模特兒、演員，出生於美國德克薩斯州達拉斯，隸屬Asia Cross經紀公司。是日本雜誌《ViVi》及日版《Seventeen》的前專屬模特兒。

## 經歷
水原的父親托德·梅森·丹尼尔是美國人，母親富山八重（朝鲜族人名：宋八重；）是在日韓國人。水原為具日本姓名的美韓混血居日僑民，不具日本血統。1歲時隨家人移居日本兵庫縣神戶市。11歲時父母離婚後，由母親撫養長大，母親為英文家教。她的妹妹是同为演员的水原佑果。
2003年，參加《Seventeen》的徵選活動成為專屬模特兒，但其後因未成年抽菸喝酒事件曝光，合約被暫時中止，演藝活動亦暫停。2007年，水原復出，並轉移至《ViVi》雜誌成為其專屬模特兒，期間亦多次登上多本知名雜誌封面。2008年，曾一度前往法國巴黎，並以登上國外雜誌為目標，但最終因身高不夠高，發展受限，而決定回日本。
2009年，水原希子首度參演電影《挪威的森林》，由陳英雄執導，改編自作家村上春樹的同名小說作品。2014年，知名漫畫《進擊的巨人》改編的真人版電影開拍，水原飾演女主角Mikasa。

### 争议事件
水原希子日本友人的Instagram上转载中国维权艺术家艾未未对着天安门竖中指的作品，因水原希子对相片点赞，随即触发中国大陸网民的抗议。2013年4月间，她在Twitter以英文、日文道歉，强调自己只是欣赏艾未未，无意冒犯中国。
2016年4月间，水原希子出演赵薇执导的电影《没有别的爱》。25日定妆照公布，26日水原希子在微博贴出与赵薇导演的合影。她与同剧男演员戴立忍的政治立场共同觸發「電影《沒有別的愛》演員撤換事件」，在7月份風波到达高潮。7月15日晚上，水原希子发布了一则影片，就事件道歉。她表示当时在不了解情况的基础上，给友人点赞，随后在一小时内取消点赞。影片最后，水原希子用中文再次公開鞠躬致歉，并称“对不起”。最终，电影剧组撤换戴立忍，同时导演赵薇否认她曾出演电影。

### 緋聞

#### G-DRAGON
2010年，日本《產經新聞》首先報導水原希子與韓國人氣男子團體BIGBANG成員G-Dragon的戀愛傳聞，但均遭到各自的經紀公司否認。
隨後幾年兩人的交往傳言並未中斷，2012年聖誕節兩人因在各自的Instagram上傳相似背景的照片而被懷疑同遊峇里島過聖誕；2014年G-Dragon私人的冰桶挑戰影片被意外公開，當中G-DRAGON一句「Dear Kiko」使得交往傳言更加甚囂塵上，所屬韓國YG娛樂於此三年間兩度出面聲明兩人只是普通朋友關係。
2014年10月，韓國網路媒體《Dispatch》公布G-Dragon與水原希子在梨泰院夜店親暱互動的畫面，雙方經紀公司並未做出回應，但兩人交往的事實至此已經明朗化。
2015年8月，《Dispatch》再度透過獨家報導揭露兩人歷經六年交往後已因聚少離多而分手。

#### 野村周平
2015年11月，日本媒體拍到水原希子與日本男演員野村周平牽手逛街的畫面，12月兩人於各自的Instagram上傳同一輛跑車的照片，被外界視為默認這段新戀情。

## 雜誌
- Seventeen（集英社）前專屬模特兒
- ViVi（講談社、2007年7月號–）前專屬模特兒

## 時尚活動
- 東京Collection
- 神戸Collection
- 東京Girls Collection
- 福岡LOVE COLLECTION
- VIVI NIGHT

## 戲劇演出

### 電視劇
- 八重之櫻（2013年1月，NHK）飾演 山川捨松
- 失戀巧克力職人（2014年1月，富士電視台）飾演 加藤艾蕾娜
- キャビンアテンダント刑事（2014年7月7日，富士電視台） - 木元亜佳里
- 信長協奏曲（2014年11月 - 12月，富士電視台） - 阿市
- 心碎四角關係（2015年4月8日 - 6月，富士電視台） - 葉山みやこ
- 家族的形式（2016年1月17日 - 3月，TBS電視台） - 田中莉奈
- 謊言戰爭（2017年1月 - 3月，關西電視台） - 十倉ハルカ
- 法庭女王 (日本電視劇)（2019年1月 - 3月，TBS電視台） - 圓香美知留
- 華麗追隨（2020年2月27日上線，Netflix） - 水原希子

### 電影
- 挪威的森林 飾演 小林綠
- 整容天后 飾演 吉川梢子
- I'M FLASH!（日语：I'M FLASH!） 飾演 川嶋流美
- 白金數據 飾演 蓼科早樹
- 圈套最終回 LAST STAGE 飾演 ボノイズンミ
- 進擊的巨人 飾演 Mikasa（米卡莎）
- 高台家的成員 飾演 高台茂子
- 信長協奏曲(電影) 飾演 阿市
- 彼女 飾演 長澤麗
- 東京貴族女子 飾演 時岡美紀

### MV
- 2016年：威肯《I Feel It Coming》

## 電視節目
- 情熱大陸（2010年11月21日、毎日放送）
- グータンヌーボ（2011年1月26日、關西電視台）
- メレンゲの気持ち（2011年2月19日、日本電視台）
- 粉雄救兵：嚟到日本喇！（2019年11月1日、Netflix）

## 外部連結
- 水原希子的X（前Twitter）
- 水原希子的Instagram帳戶
- 水原希子的新浪微博
- （日語） 水原希子官方部落格「KIKO'S BLOG」（页面存档备份，存于）
- （英文） 水原希子在互联网电影资料库（IMDb）上的資料（英文）
- （英文） Nippon Cinema網站的水原希子檔案